# Kateřina Cachová
Kateřina Cachová (née le 26 février 1990 à Ostrava) est une athlète tchèque, spécialiste des épreuves combinées.

## Biographie
Championne du monde jeunesse en 2007, la Tchèque connait ensuite de longues périodes de blessures où elle ne peut pas s'exprimer. De retour sur les pistes en 2016, elle améliore son record personnel à 6 328 points lors du meeting de Kladno. Le 19 juin, elle devient championne nationale du 100 m haies en 13 s 08 (+ 1,9 m/s).
Le 9 juillet, elle prend la 6e place des Championnats d'Europe d'Amsterdam avec 6 051, loin du podium (6 408 pour la médaille de bronze).
Elle termine 11e des championnats du monde en salle de Birmingham, le 3 mars 2018, avec 4 282 points.
Elle se classe 16e des championnats du monde 2019 à Doha avec 5 987 pts.

## Palmarès
| Date | Compétition                           | Lieu                                  | Résultat | Épreuve    | Points     |
| ---- | ------------------------------------- | ------------------------------------- | -------- | ---------- | ---------- |
| 2005 | Championnats du monde cadets          | Marrakech                             | 11e      | Heptathlon | 5 148 pts  |
| 2006 | Championnats du monde juniors         | Pékin                                 | 15e      | Heptathlon | 5 170 pts  |
| 2007 | Championnats du monde cadets          | Ostrava                               | 1re      | Heptathlon | 5 641 pts  |
| 2009 | Championnats d'Europe juniors         | Novi Sad                              | 2e       | Heptathlon | 5 660 pts  |
| 2010 | Coupe d'Europe des épreuves combinées | Tallinn                               | 7e       | Heptathlon | 5 908 pts  |
| 2010 | Championnats d'Europe                 | Barcelone                             | 17e      | Heptathlon | 5 911 pts  |
| 2011 | TNT - Fortuna Meeting                 | Kladno                                | 3e       | Pentathlon | 5 897 pts  |
| 2011 | Championnats d'Europe espoirs         | Ostrava                               | 2e       | Heptathlon | 6 123 pts  |
| 2011 | Universiades                          | Shenzhen                              | 3e       | Heptathlon | 5 873 pts  |
| 2011 | Championnats du monde                 | Daegu                                 | 19e      | Heptathlon | 5 908 pts  |
| 2016 | Championnats du monde en salle        | Portland                              | 7e       | Heptathlon | 4 403 pts  |
| 2016 | TNT Express Meeting                   | Kladno                                | 1re      | Heptathlon | 6 328 pts  |
| 2016 | Championnats d'Europe                 | Amsterdam                             | 6e       | Heptathlon | 6 051 pts  |
| 2016 | Jeux olympiques                       | Rio de Janeiro                        | 24e      | Heptathlon | 5 958 pts  |
| 2016 | Coupe du monde des épreuves combinées | Coupe du monde des épreuves combinées | 8e       | Heptathlon | 18 337 pts |
| 2017 | TNT Express Meeting                   | Kladno                                | 1re      | Heptathlon | 6 337 pts  |
| 2017 | Championnats du monde                 | Londres                               | 15e      | Heptathlon | 6 070 pts  |
| 2018 | Championnats du monde en salle        | Birmingham                            | 11e      | Pentathlon | 4 282 pts  |
| 2018 | Championnats d'Europe                 | Berlin                                | 6e       | Heptathlon | 6 400 pts  |
| 2018 | Décastar                              | Talence                               | 3e       | Heptathlon | 6 381 pts  |
| 2018 | Coupe du monde des épreuves combinées | Coupe du monde des épreuves combinées | 3e       | Heptathlon | 19 025 pts |
| 2019 | Championnats du monde                 | Doha                                  | 16e      | Heptathlon | 5 987 pts  |

## Records
| Épreuve    | Points    | Lieu   | Date            |
| ---------- | --------- | ------ | --------------- |
| Heptathlon | 6 400 pts | Berlin | 11 août 2018    |
| Pentathlon | 4 506 pts | Prague | 13 février 2016 |